# Dipendenza comportamentale
dipendenzauno stato medico caratterizzato da ricerca compulsiva di stimoli gratificanti, nonostante le conseguenze negative
comportamento di dipendenzaun comportamento che è al tempo stesso gratificante e di rinforzo
farmaco dipendenzaun farmaco che è al tempo stesso gratificante e di rinforzo
la dipendenzauno stato di adattamento associato a una sindrome di astinenza al momento della cessazione dell'esposizione ripetuta a uno stimolo (ad esempio, l'assunzione di farmaci)
tolleranza inversa o sensibilizzazione al farmacol'effetto crescente di un farmaco derivante dalla somministrazione ripetuta ad una data dose
sospensione del farmacosintomi che si verificano al momento della cessazione del consumo ripetuto di sostanze
dipendenza fisicadipendenza che comprende i sintomi persistenti di astinenza fisica-somatico (ad esempio, la fatica e il delirium tremens)
dipendenza psicologicadipendenza che comprende i sintomi di astinenza emotivo-motivazionali (ad esempio, disforia e anedonia)
stimoli di rinforzostimoli che aumentano la probabilità di comportamenti ripetuti associati loro
stimoli gratificantistimoli che il cervello interpreta come intrinsecamente positivo o come qualcosa a cui avvicinarsi
sensibilizzazioneuna risposta aumentata a uno stimolo derivante dalla ripetuta esposizione ad esso
disturbo da uso di sostanzeuna condizione in cui l'uso di sostanze porta a una compromissione funzionale significativa o disagio
tolleranzala diminuzione dell'effetto di un farmaco dovuto alla somministrazione ripetuta ad una data dose
La dipendenza comportamentale (in inglese anche: process addiction e non-substance-related addiction). è una forma di dipendenza che comporta una compulsione a impegnarsi in un comportamento premiante non connesso alla droga - a volte chiamato ricompensa naturale - nonostante le conseguenze negative sul fisico, la mente, la vita sociale o il benessere finanziario della persona.
Un fattore di trascrizione genico noto come ΔFosB è stato identificato come fattore comune in entrambe le dipendenze comportamentale e da abuso droga, che sono associate con gli adattamenti neurali del sistema di ricompensa.

## Meccanismi biomolecolari
Il ΔFosB, è un fattore di trascrizione genetica, ed è stato identificato nello sviluppo di stati di dipendenza in entrambe le dipendenze comportamentali e tossicodipendenze.
La sovraespressione del ΔFosB nel nucleus accumbens è legata a molti degli adattamenti neurali visti nella tossicodipendenza; è probabilmente implicato nelle dipendenze da alcol, cannabinoidi, cocaina, nicotina, fenciclidina, e dipendenza da anfetamine  così come dipendenze da ricompense naturali come il sesso, l'esercizio fisico, e il cibo.
Un recente studio ha anche dimostrato un sensibilizzazione crociata tra ricompensa da farmaci (anfetamine) e una ricompensa naturale (il sesso) che è mediata da ΔFosB.
Oltre a una maggiore espressione del ΔFosB nel nucleo accumbens, ci sono molte altre correlazioni nella neurobiologia delle dipendenze comportamentali con le dipendenze da farmaci.
Una delle più importanti scoperte delle dipendenze è stato il meccanismo del rinforzo e, ancora più importante, i processi di apprendimento basati sulla ricompensa.
Comportamenti come il gioco d'azzardo sono stati collegati alla nuova scoperta della capacità del cervello di anticipare le ricompense. Il sistema di ricompensa può essere attivato dai primi rilevatori del comportamento, così i neuroni dopaminergici iniziano a stimolare il comportamento. In alcuni casi però, ciò può portare a diversi problemi dovuti a errori di previsione della ricompensa.
Questi errori possono agire come "segnali di insegnamento"  per creare una modifica del comportamento nel tempo.
Di seguito riportiamo una tabella sintetica della plasticità neuronale legata all'abuso di sostanze.

### Sintesi della plasticità legata alla dipendenza
| Forme di plasticità neurale e comportamentale                       | Tipo di rinforzo      | Tipo di rinforzo                            | Tipo di rinforzo                            | Tipo di rinforzo      | Tipo di rinforzo                             | Tipo di rinforzo                 | Fonti |
| Forme di plasticità neurale e comportamentale                       | Oppiacei              | Psicostimolanti                             | Cibo ad alto contenuto di grassi e zuccheri | Rapporto sessuale     | Effetti neurobiologici dell'esercizio fisico | Arricchimento neurale ambientale | Fonti |
| ------------------------------------------------------------------- | --------------------- | ------------------------------------------- | ------------------------------------------- | --------------------- | -------------------------------------------- | -------------------------------- | ----- |
| ΔFosB espressione nel nucleus accumbens RDD1                        | ↑                     | ↑                                           | ↑                                           | ↑                     | ↑                                            | ↑                                | [ 9 ] |
| Plasticità comportamentale                                          |                       |                                             |                                             |                       |                                              |                                  |       |
| Escalation di assunzione                                            | si                    | si                                          | si                                          |                       |                                              |                                  | [ 9 ] |
| Psicostimolanti sensibilizzazione crociata                          | si                    | non applicabile                             | si                                          | si                    | attenuato                                    | attenuato                        | [ 9 ] |
| Psicostimolanti autosomministrazione                                | ↑                     | ↑                                           | ↓                                           |                       | ↓                                            | ↓                                | [ 9 ] |
| Psicostimolanti risposta condizionata                               | ↑                     | ↑                                           | ↓                                           | ↑                     | ↓                                            | ↑                                | [ 9 ] |
| Recidiva                                                            | ↑                     | ↑                                           |                                             |                       | ↓                                            | ↓                                | [ 9 ] |
| Plasticità Neurochimica                                             |                       |                                             |                                             |                       |                                              |                                  |       |
| Fosforilazione nel nucleus accumbens                                | ↓                     | ↓                                           | ↓                                           |                       | ↓                                            | ↓                                | [ 9 ] |
| Sensibilizzazione alla risposta alla dopamina nel nucleus accumbens | no                    | si                                          | no                                          | si                    |                                              |                                  | [ 9 ] |
| Alterati segnali striatali alla dopamina                            | ↓RDD2, ↑RDD3          | ↑RDD1, ↓RDD2, ↑RDD3                         | ↑RDD1, ↓RDD2, ↑RDD3                         |                       | ↑RDD2                                        | ↑RDD2                            | [ 9 ] |
| Alterati segnali striatali agli oppioidi                            | ↑recettori μ-oppioidi | ↑recettori μ-oppioidi ↑recettori κ-oppioidi | ↑recettori μ-oppioidi                       | ↑recettori μ-oppioidi | Nessun cambiamento                           | Nessun cambiamento               | [ 9 ] |
| Modificazioni striatali nei peptidi oppiacei                        | ↑dinorfine            | ↑dinorfine                                  | ↓encefaline                                 |                       | ↑dinorfine                                   | ↑dinorfine                       | [ 9 ] |
| Plasticità sinaptica nella regione Mesocorticolimbica               |                       |                                             |                                             |                       |                                              |                                  |       |
| Numero di dendriti nel nucleus accumbens                            | ↓                     | ↑                                           |                                             | ↑                     |                                              |                                  | [ 9 ] |
| Densità delle spine dendritiche nel nucleus accumbens               | ↓                     | ↑                                           |                                             | ↑                     |                                              |                                  | [ 9 ] |